# قياس إهليلجي
القياس الإهليلجي هو تقنية بصرية لقياس خصائص السطوح والأغشية الرقيقة. يعطي هذا القياس قيم سماكة وقرينة انكسار المادة التي يتكون منها الغشاء أو السطح، كما يمكن باستخدام تمثيل طيفي استنتاج مكونات المادة أو كمية الشوائب فيها أو طبيعتها البلورية أو ناقليتها الكهربائية أو شكل السطح (مثال شبكات الانعراج) وخشونته.
تستعمل هذه التقنية بشكل واسع في مجال البصريات والإلكترونيات، كونها لا تتلف العينة المدروسة ولا تدخل عليها إي تغيير، وكون دقتها تصل إلى أجزاء من النانومترات بالنسبة للسماكة أي ما يعادل طبقة ذرية واحدة، وخمسة بالألف بالنسبة لقرينة الانكسار.

## المبدأ
تأتي تسمية القياس الإهليلجي من إهليلج الاستقطاب. حيث يعتمد على قياس تغير استقطاب الضوء إثر انعكاسه على سطح العينة المقيسة.

عندما يكون ورود الضوء مائلاً على سطح ما، تكون استجابته متعلقة بالاستقطاب. يمثل الضوء الوارد والصادر على السطح باستقطابين متعامدين. يمثل الشكل إلى اليسار هدين الاستقطابين، حيث p (أو TM في الكهرطيسية) يمثل الحقل الكهربائي الموازي لمستوي الورود، و s (أو TE) الحقل الكهربائي الناظمي على مستوي الورود.
يكتب معامل العاكسية rp أو النفوذية tp بين الاستقطاب p (أو الحقل الكهربائي) الصادر عن والوارد على السطح على الشكل :
{\displaystyle r_{p}={\frac {E_{p,r}}{E_{p,i}}}\ \ \ ;\ \ \ t_{p}={\frac {E_{p,t}}{E_{p,i}}}}
حيث i تمثل الوارد، r تمثل المنعكس، و t تمثل النافذ.
يقوم القياس الإهليلجي بقياس النسبة بين المعاملين rp و rs (أو tp و ts) :
{\displaystyle \rho ={\frac {r_{p}}{r_{s}}}=\tan(\Psi )e^{i\Delta }}
حيث ندعو {\displaystyle \Psi } و {\displaystyle \Delta } الزوايا الإهليلجية. تمثل {\displaystyle \Psi } فرق الطويلة بين الحقلين الكهربائيين المتعامدين، و {\displaystyle \Delta } فرق الصفحة بين هذين الاهتزازين.
يرتبط القياس الإهليلجي بمصفوفة جونز، حيث يحتوي الاثنان معاملات العاكسية أو النفوذية ذاتها.